# Pol Cruchten
Pol Cruchten (Pétange, 1963. július 30. – La Rochelle, Franciaország, 2019. július 3.) luxemburgi filmrendező, producer, forgatókönyvíró.

## Filmjei

### Rendezőként
- Somewhere in Europe (1988, rövidfilm)
- Hochzaeitsnuecht (1992, forgatókönyvíró is)
- Sniper (1994, rövidfilm)
- Black Dju (1997, forgatókönyvíró is)
- Boys on the Run (2003)
- Nuit amère (2005, rövidfilm)
- Perl oder Pica (2006)
- Weemseesdet (2011, tv-sorozat)
- Never Die Young (2013, dokumentumfilm, forgatókönyvíró is)
- Les brigands (2015)
- La supplication (angol címe: Voices from Chernobyl) (2016, dokumentumfilm, forgatókönyvíró is)
- Justice Dot Net (2018)

### Producerként
- W (2003, rövidfilm, executive producer)
- Le manie-Tout (2005, rövidfilm, producer)
- Josh (2007, rövidfilm, producer)
- Universalove (2008, co-producer)
- Senteurs (2008, rövidfilm, producer)
- Pido perdòn (2009, rövidfilm, producer)
- Dust (2009, producer)
- House of Boys (2009, creative producer)
- We Might As Well Fail (2011, dokumentumfilm, producer)
- Double saut (2011, rövidfilm, producer)
- Ibijazi (2012, rövidfilm, producer)
- En Dag am Fräien (2012, rövidfilm, producer)
- Sweetheart Come (2012, dokumentumfilm, producer)
- You Go Ahead (2013, rövidfilm, producer)
- Never Die Young (2013, dokumentumfilm, producer)
- Die Erfindung der Liebe (2013, co-producer)
- A halál szerelmese (Love Eternal) (2013, co-producer)
- Színes könnyek (L'étrange couleur des larmes de ton corps) (2013, co-producer)
- La confrérie des larmes (2013, co-producer)
- Elderly Spring (2014, rövidfilm, producer)
- D. a reproduction (2014, rövidfilm, producer)
- Le miroir des apparences (2015, rövidfilm, producer)
- Barrage (2017, producer)
- The Family Who Hid in the Cellar (2018, rövidfilm, producer)
- Toi aussi ça te chatouille? (2019, rövidfilm, producer)

## Díjai
- Max Ophüls-díj (1993, a Hochzeitsnacht cím filmért)
- A Minneapolis–Saint Paul Nemzetközi Filmfesztivál díja (2016, a La supplication című filmért)